# Алерсхаузен
Алерсхаузен (њем. Allershausen) општина је у њемачкој савезној држави Баварска. Једно је од 24 општинска средишта округа Фрајзинг. Према процјени из 2010. у општини је живјело 4.947 становника. Посједује регионалну шифру (AGS) 9178113.

## Географија
Алерсхаузен се налази у савезној држави Баварска у округу Фрајзинг. Општина се налази на надморској висини од 442 метра. Површина општине износи 26,6 km².

## Становништво
У самом мјесту је, према процјени из 2010. године, живјело 4.947 становника. Просјечна густина становништва износи 186 становника/km².